# 琉球大学教育学部附属中学校
琉球大学教育学部附属中学校（りゅうきゅうだいがくきょういくがくぶふぞくちゅうがっこう）は、沖縄県中頭郡西原町字千原にある国立中学校（県内唯一）。琉球大学構内にある、同大学教育学部の附属中学校である。略称は琉大附属中学校。同附属小学校を併設する。
なお、琉球大学には附属の高等学校、幼稚園、特別支援学校は存在しない。同中学校設立当初から幼稚園、養護学校の設立の計画があり、土地も確保されているが、未だに設立されず、予定地は小中学校の駐車場として使用されている。

## 沿革
- 1984年4月1日 琉球大学教育学部附属中学校を設置！
- 1985年3月15日 附属中学校校舎竣工。
- 1985年4月8日 第一回入学式挙行。
- 1985年6月19日 校章を制定。
- 1985年6月27日 標準服(制服)を制定。
- 1985年7月ごろ 第1回スポーツ・レク週間を開催。
- 1986年3月20日 プール竣工。
- 1986年9月ごろ 第1回文化週間を開催する。
- 1987年1月22日 校歌制定。
- 1987年11月20日 校旗を制定。
- 1990年5月ごろ パソコン教室の設置。
- 1991年1月ごろ 学校車が贈呈される。
- 1991年6月17日 多目的公園「ひびきの丘」が開園。
- 1999年3月26日 教育工学室、研究室にコンピュータを設置する。
- 2000年3月7日 13期生卒業記念壁画完成。
- 2002年3月ごろ 15期生卒業記念校門アーチ完成。
- 2004年10月ごろ 文化週間から文化祭へ変更。
- 2006年2月4日 創立20周年記念式典・祝賀会の開催。
- 2021年から 定期テストを廃止し、単元テストに移行。
- 2021年より校則改正プロジェクトを実施。
- 2024年開校40周年式典の開催。
- 2025年第41期生入学

## 年間行事
- 4月 - 新任式・始業式、入学式、新入生オリエンテーション、生徒会入会式、開校記念式典、身体測定ほか保健行事、学級保護者会、1年宿泊学習、2年・3年遠足
- 5月 - 部活動育成総会、保健行事、生徒会総会、PTA総会・新旧職員歓送迎会、開学週間、開学記念日、観察実習、数学検定、教育相談週間
- 6月 - 中体連激励会、PTA親睦球技大会、英語検定、平和学習会、定期テストI、避難訓練
- 7月 - 校内合唱コンクール、三者面談、夏休み
- 8月 - 夏休み
- 9月 - 教育実習、スポーツレクレーション大会(スポレク)、陸上激励会
- 10月 - 文化祭、教育相談週間、読書週間、PTA美化作業、終業式、秋休み、始業式
- 11月 - 研究発表会、定期テストII、
- 12月 - 2年修学旅行、三者面談、冬休み
- 1月 - 冬休み、3年[総合テスト、新入生入学試験
- 2月 - 入学オリエンテーション、送別球技大会、定期テストIII
- 3月 - 新入生実力テスト、卒業式、大掃除、修了式・離任式

## アクセス
路線バス
各路線の詳細は沖縄本島のバス路線を参照。
琉大附属学校前バス停
- 25番（普天間空港線）　那覇バス　（中城経由の1日1本のみ）
- 97番（琉大（首里）線）　那覇バス

琉大附属学校前バス停（琉大附属小学校駐車場内）
- 久場琉大線　中城村コミュニティバス（護佐丸バス）
- 久場回り線（一部）　中城村コミュニティバス（護佐丸バス）
- 伊集回り線（一部）　中城村コミュニティバス（護佐丸バス）

琉大北口バス停
- 97番（琉大（首里）線）　那覇バス
- 98番（琉大（バイパス）線）　琉球バス交通

琉大駐車場
- 97番（琉大（首里）線）　那覇バス
- 98番（琉大（バイパス）線）　琉球バス交通

## 参考資料
1. ↑  学校の概要・沿革概要
2. ↑  登校時刻・単元テストの変更のお知らせ